# Дімітар Трайков
Дімітар Трайков (мак. Димитар Трајков; нар. 8 серпня 2004, Кавадарці, Північна Македонія) — македонський футболіст, нападник житомирського «Полісся».

## Клубна кар'єра

### Ранні роки. «Академія Пандєва»
Народився в місті Кавадарці. З 2019 по 2022 рік захищав кольори юнацької команди «Академії Пандєва». За першу команду клубу дебютував 8 грудня 2021 роу в програному (1:4) виїзному поєдинку Першої ліги проти «Македонії ГП». Дімітар вийшов на поле на 67-й хвилині замість Кристияна Велиновського. З сеседини січня по кінець червня 2022 року виступав в оренді за «Беласицю» (Струмиця). Про зіграні матчі в національному чемпіонаті дані відсутні, але виходив на поле щонайменше в 1-му поєдинку пплей-оф чемпіонату. Наприкінці червня 2022 року повернувся в розташування «Академії Пандєва». Дебютним голом за вище вказаний клуб відзначився 31 серпня 2022 року на 87-й хвилині переможного (3:0) домашнього поєдинку 5-го туру Першої ліги проти «Скоп'є». Трайков вийшов на поле на 66-й хвилині замість Ілії Донова. У сезонах 2022/23 та 2023/24 років став основним гравцем команди. За три сезони, проведені в «Академії Пандєва», зіграв 51 матч (8 голів) у Першій лізі, 1 поєдинок у кубку Північної Македонії та 2 поєдинки у першому кваліфікаційному раунді Ліги конференцій УЄФА.

### «Полісся» (Житомир)
14 травня 2024 року підписав контракт з «Поліссям», де спочатку виступатиме за резервну команду.

## Кар'єра в збірній
На міжнародному рівні дебютував за Північну Македонію 25 березня 2022 року за команду U-18 25 березня 2022 року в нічийному (0:0) домашньому товариському поєдинку проти юнацької збірної Словаччини U-18. Дімітар вийшов на поле на 87-й хвилині замість Весара Гуджифі. За вище вказану команду провів 4 поєдинки. Першим голом на міжнародному рівні за Північну Македонії в команді U-19, 20 листопада 2022 року на 19-й хвилині переможного (3:2) виїзного поєдинку кваліфікації юнацького (U-19) чемпіонату Європи проти юнацької збірної Норвегії (U-19). Дімітар вийшов на поле в стартовому складі та відіграв увесь матч. Загалом за команду U-19 зіграв 7 матчів та відзначився 2-ма голами.
У футболці молодіжної збірної Північної Македонії дебютував 15 червня 2023 року в нічийному (1:1) домашньому товариському поєдинку проти молодіжної збірної Вірменії. Трайков вийшов на поле в стартовому складі,а на 46-й хвилині його замінив Бехар Вета.